# Igreja de Santa Rita de Cássia (Paraty)

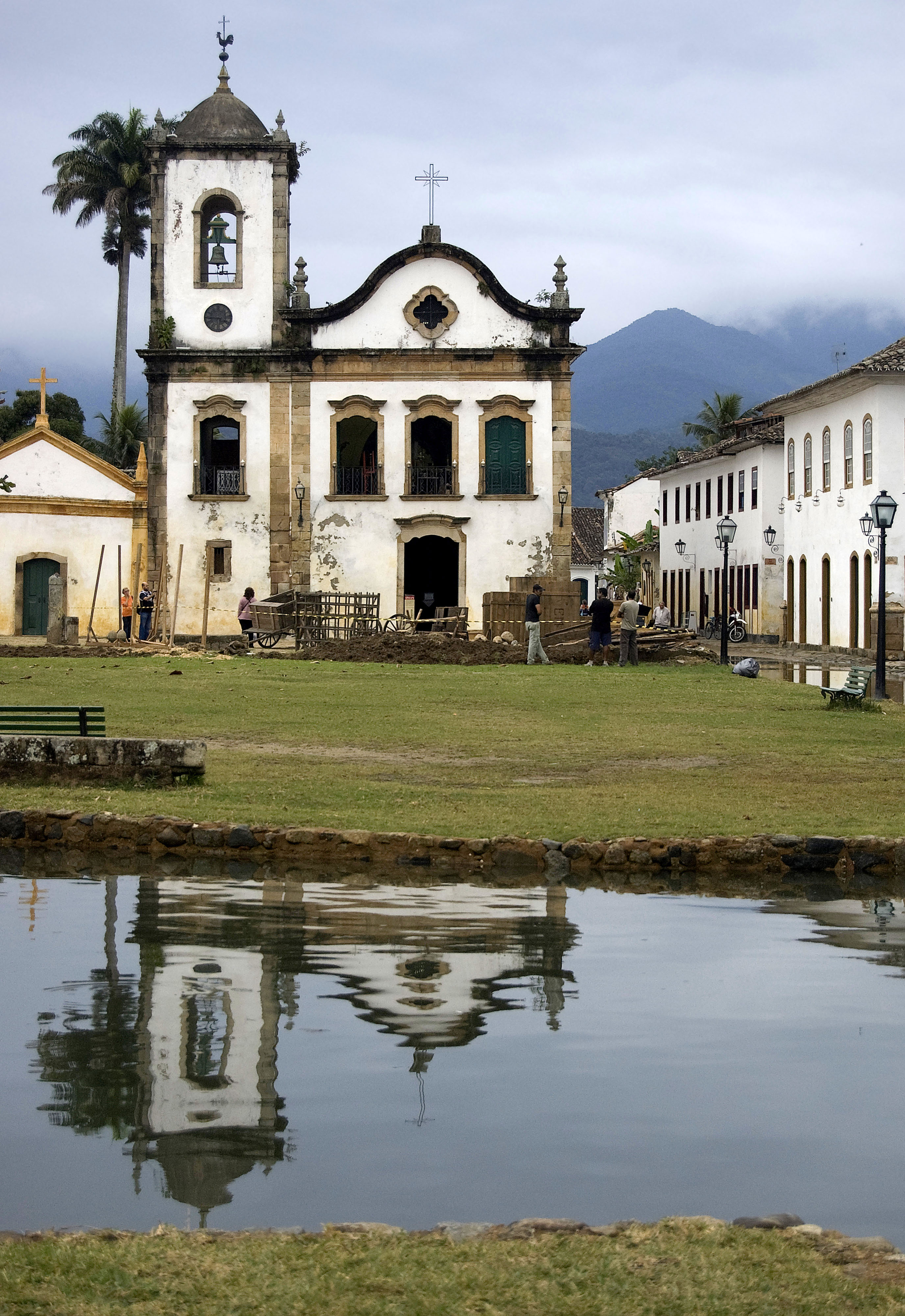
Igreja de Santa Rita de Cássia, Paraty: cartão-postal da cidade.

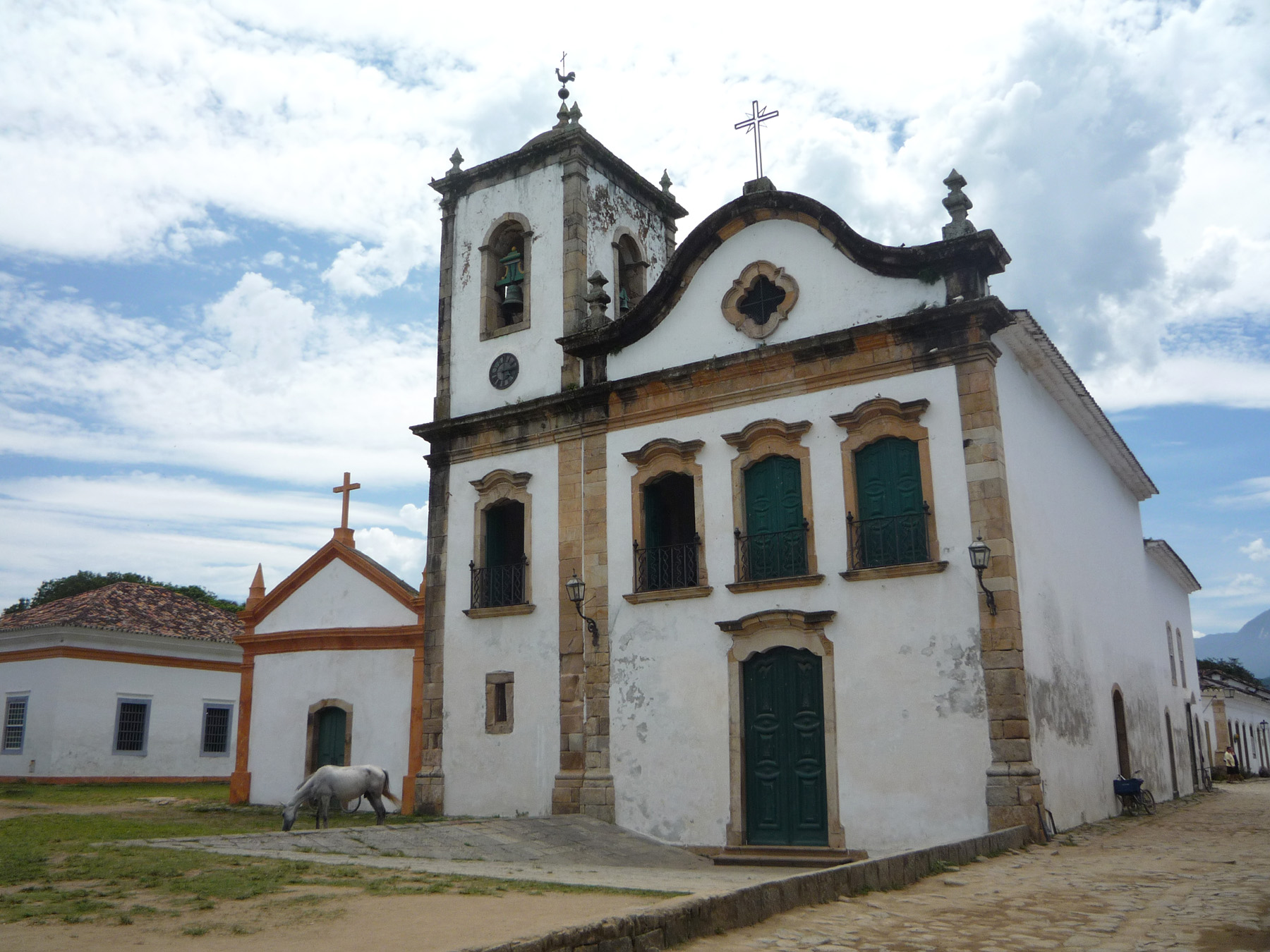
Igreja Santa Rita de Cássia, Paraty.

A Igreja Santa Rita de Cássia localiza-se em um largo fronteiro à baía de Paraty, em Paraty, no estado do Rio de Janeiro, no Brasil.

## História
Erguida pela Irmandade de Santa Rita dos Pardos Libertos, data de 30 de junho de 1722 sob a invocação original de Menino Deus, Santa Rita e Santa Quitéria. Era seu vigário à época o padre Manoel Braz Cordeiro.
Recorde-se que no século XVIII, no Brasil Colónia, as igrejas atendiam às classes sociais, que então se distinguiam pela cor da pele: brancos, pardos (mulatos) e negros. Em Paraty, a Igreja de Nossa Senhora do Rosário e São Benedito destinava-se aos negros, a de Nossa Senhora das Dores atendia à elite branca, e a Matriz de Nossa Senhora dos Remédios (1712) era frequentada por populares brancos. Neste contexto, a Igreja Santa Rita de Cássia foi construída para atender aos pardos (mulatos) de Paraty.
A igreja funcionou como matriz, ainda no século XVIII, em substituição à Sé, que então se encontrava em precário estado de conservação e incapacitada de atender à crescente população da cidade. Para este fim, a Igreja de Santa Rita passou por obras de reforma e ampliação.
O conjunto encontra-se tombado pelo IPHAN desde 1952. No período de 1967 a 1976 tiveram lugar campanhas de restauração, requalificando o conjunto como Museu de Arte Sacra de Paraty (1976).
A tradicional festa de Santa Rita de Cássia é um evento religioso realizado nesta igreja desde sua fundação, com procissões, missas, ladainhas, cânticos e outras formas de celebração. Após ter sido por 6 anos realizada na Igreja Matriz devido a obras de revitalização e restauração, o evento retorna a seu local original. Esta festa é preparada ao longo do ano por comissão de jovens da comunidade local e é considerada por esta um momento de fé, tradição e devoção católica do povo paratyense.

## Características
O conjunto, composto de igreja, consistório, sacristia, cemitério e pátio ajardinado é construído de pedra e cal.
Em estilo jesuítico do período colonial, a fachada possui pilastras em cantaria, com portas em madeira trabalhada, frontão curvilíneo e trabalhos em ferro nas três sacadas do coro. O campanário possui um galo de grimpa, em cobre.
Acima da nave, em sua parte frontal, localiza-se o coro, acessado pela escada do campanário. Ao fundo encontra-se a capela-mor, separada da nave por um arco cruzeiro entre dois altares.
É considerada uma igreja barroca, embora não apresente a ornamentação rebuscada e profusa características do estilo, e que se nota nas igrejas do mesmo período em Minas Gerais.